# Плёбьян
Плёбья́н (фр. Pleubian, брет. Pleuvihan) — коммуна во Франции, находится в регионе Бретань. Департамент — Кот-д’Армор. Входит в состав кантона Трегье. Округ коммуны — Ланьон.
Код INSEE коммуны — 22195.

## География
Коммуна расположена приблизительно в 410 км к западу от Парижа, в 135 км северо-западнее Ренна, в 50 км к северо-западу от Сен-Бриё.
Коммуна расположена на берегу пролива Ла-Манш.

## Население
Население коммуны на 2016 год составляло 2 356 человек.
| 1962 | 1968 | 1975 | 1982 | 1990 | 1999 | 2008 | 2016 |
| ---- | ---- | ---- | ---- | ---- | ---- | ---- | ---- |
| 3523 | 3533 | 3401 | 3293 | 2963 | 2691 | 2531 | 2356 |

## Администрация
| Период | Период | Фамилия      | Партия                  | Примечания     |
| ------ | ------ | ------------ | ----------------------- | -------------- |
| 1983   | 1995   | Жан-Ив Симон | Социалистическая партия | фармацевт      |
| 1995   |        | Лоик Маэ     | Разные правые           | глава компании |

## Экономика
В 2007 году среди 1398 человек в трудоспособном возрасте (15—64 лет) 833 были экономически активными, 565 — неактивными (показатель активности — 59,6 %, в 1999 году было 54,5 %). Из 833 активных работали 739 человек (403 мужчины и 336 женщин), безработных было 94 (39 мужчин и 55 женщин). Среди 565 неактивных 107 человек были учениками или студентами, 282 — пенсионерами, 176 были неактивными по другим причинам.

## Достопримечательности
- Церковь Сен-Жорж (XIX век)
- Церковь Нотр-Дам (1932 год)
- Центр по изучению водорослей
- Музей полуострова (также торгует антиквариатом)
- Ряд менгиров (эпоха неолита). Исторический памятник с 1982 года[3]
- Кладбище XV века. Исторический памятник с 1907 года[4]
- Маяк Эо-де-Бреа (1840 год). Исторический памятник с 2011 года[5]

## Фотогалерея

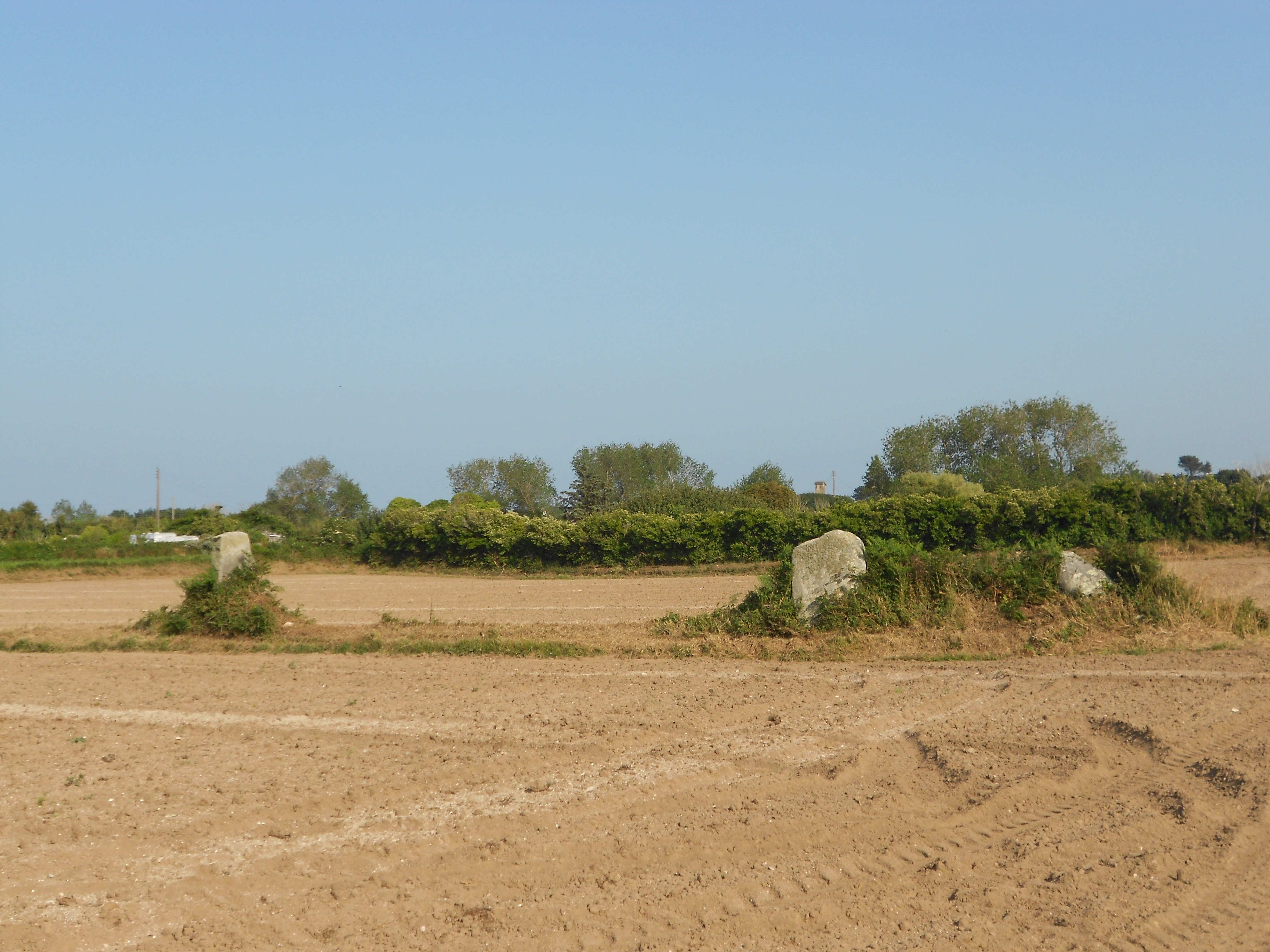
Ряд менгиров
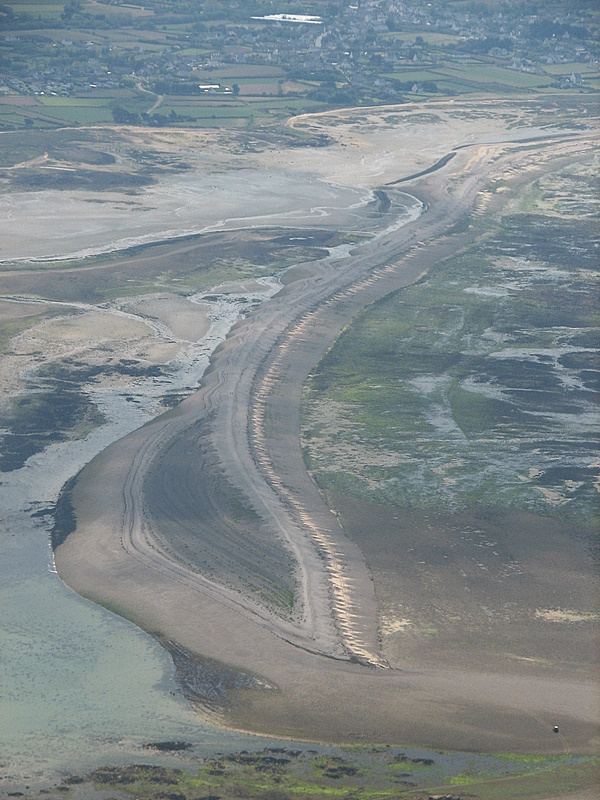
Прибрежный район во время отлива
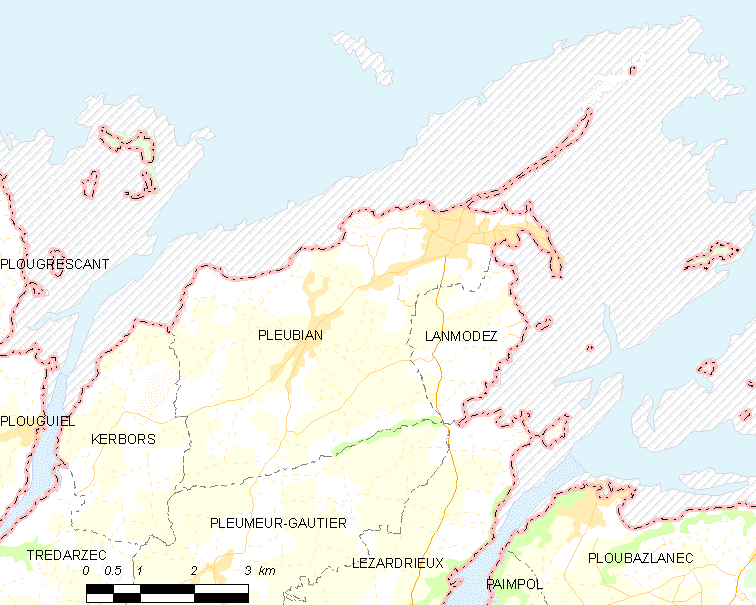
Карта коммуны